# Tapera (samhälle i Brasilien, Santa Catarina, Florianópolis, lat -27,79, long -48,56)
Tapera är ett samhälle i Brasilien.   Det ligger i kommunen Florianópolis och delstaten Santa Catarina, i den södra delen av landet, 1 300 km söder om huvudstaden Brasília. Tapera ligger 5 meter över havet och antalet invånare är 500. Det ligger på ön Ilha de Santa Catarina.
Terrängen runt Tapera är huvudsakligen kuperad, men åt sydväst är den platt. Havet är nära Tapera åt sydväst. Trakten är tätbefolkad. Närmaste större samhälle är Palhoça, 18,9 km nordväst om Tapera. 